# Epoka Trzech Królestw

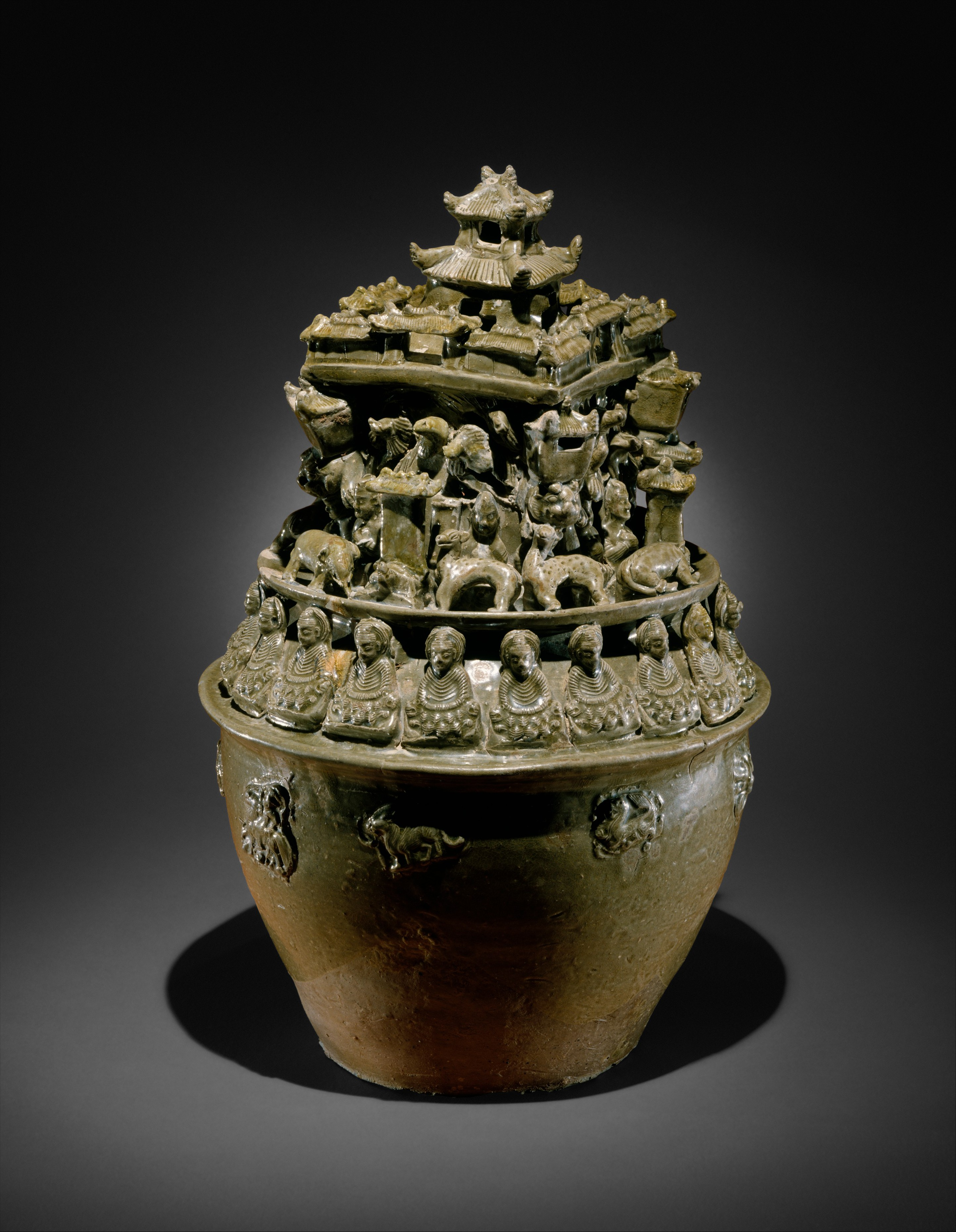
Ceramiczna urna pogrzebowa (hunping), druga połowa III wieku. W jej dekoracji taoistyczna wizja raju łączy się z szeregiem Buddów pogrążonych w medytacji, pokazując jak buddyzm stopniowo stawał się elementem lokalnych wierzeń. Metropolitan Museum of Art

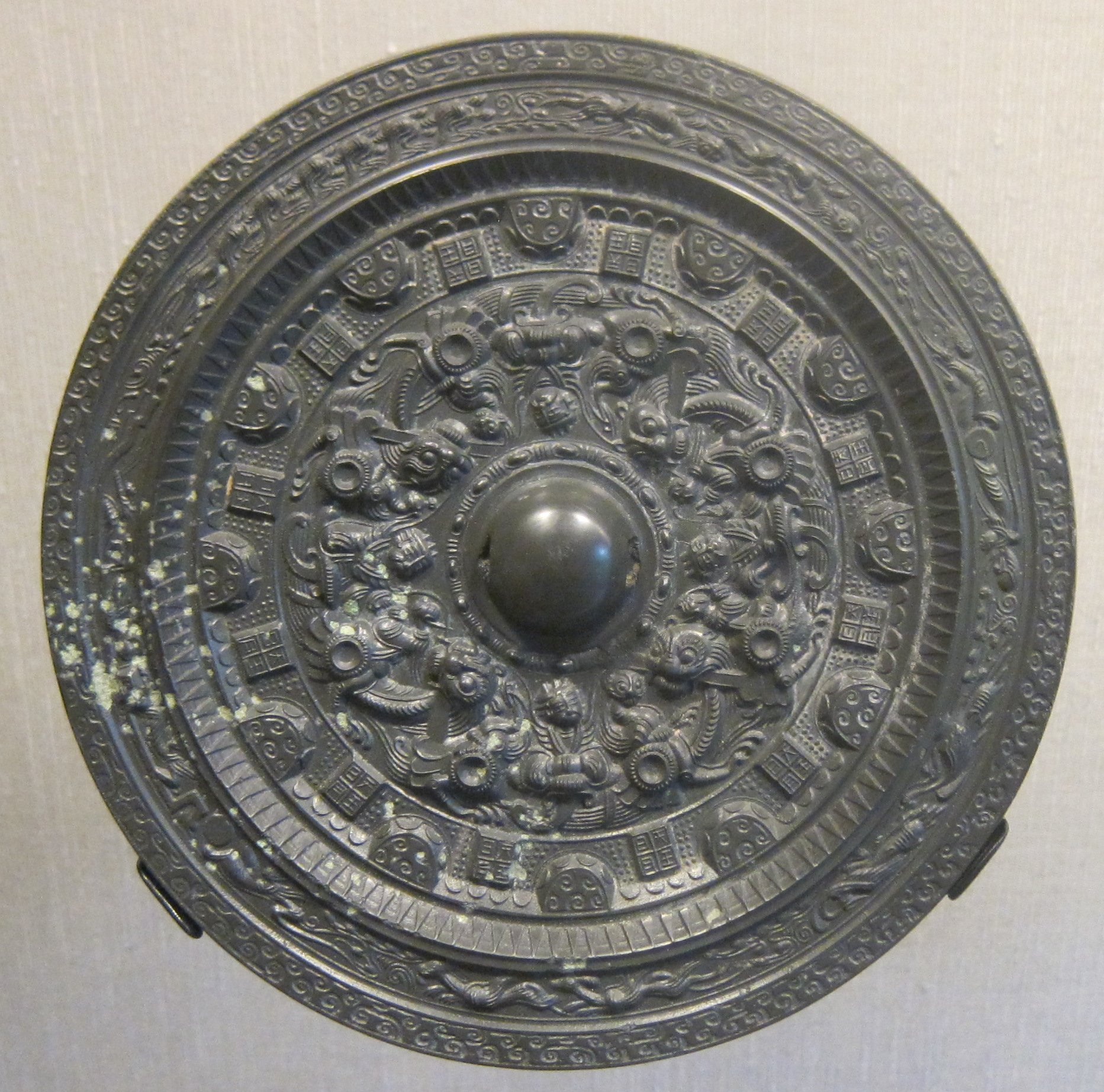
Lustro z brązu z przedstawieniem taoistycznych bóstw. Honolulu Museum of Art

Epoka Trzech Królestw (220-280 AD) – okres w historii Chin po upadku dynastii Han w 220 roku, w trakcie którego były one podzielone na trzy państwa, Wei, Shu i Wu.
Swoją nazwę epoka zawdzięcza Kronice Trzech Królestw, stanowiącej część oficjalnego zbioru Dwudziestu Czterech Historii. Pośród ciągłych walk pomiędzy regionalnymi watażkami konkurującymi o schedę po upadającym cesarstwie Han stopniowo wyłoniły się trzy państwa: obejmujące Północ Wei, założone przez Cao Cao (zm. 220); obejmujące Południe Wu, założone przez Sun Quana (229-252) oraz położone na zachodzie, z ośrodkiem w Syczuanie, Shu, założone przez Liu Beia (221-223). Wszystkie trzy państwa opierały się na charyzmie swojego założyciela i we wszystkich wraz z jego śmiercią władza założonej przez niego dynastii stopniowo słabła. W 263 Wei podbiło Shu i w walce o panowanie nad Chinami pozostały jedynie dwa państwa. W 266 władzę w Wei przejęła nowa dynastia Jin, która w 280 podbiła Wu, tym samym definitywnie kończąc epokę Trzech Królestw. Epoka Trzech Królestw stanowi okres dziejów prawdopodobnie najlepiej znany samym Chińczykom, gdyż stała się przedmiotem słynnych Opowieści o Trzech Królestwach, gdzie powieściowa fikcja często jednak rozmija się z historyczną rzeczywistością.

## Historia

### Geneza
Faktyczny koniec rządów dynastii Han nastąpił gdy w 189 generał Dong Zhuo zajął Luoyang i zastąpił cesarza Liu Biana (189) jego młodszym bratem Liu Xie (cesarz Xian (189-220). Chociaż cesarz Xian pozostawał nominalnym władcą imperium, to realna władza przeszła w ręce lokalnych namiestników i dowódców wojskowych. Pośród ciągłych walk pomiędzy tymi regionalnymi watażkami konkurującymi o schedę po upadającym cesarstwie stopniowo wyłoniły się trzy państwa: obejmujące Północ Wei założone przez Cao Cao, obejmujące Południe  Wu założone przez Sun Quana (229-252) i położone na zachodzie, z ośrodkiem w Syczuanie, Shu, założone przez Liu Beia (221-223). Na początku 220 Cao Cao zmarł i jego syn i następca, Cao Pi (220-226), zdecydował się na przeprowadzenie abdykacji formalnie nadal panującego cesarza Xiana, którego kontrolował jego ojciec. W dziesiątym miesiącu 220 cesarz Xian zrezygnował z tronu i tym samym panowanie dynastii Han ostatecznie dobiegło końca. Cao Pi przyjął tytuł cesarza Wei, a w następnym roku Liu Bei, po tym jak otrzymał fałszywą wiadomość o śmierci cesarza Xiana, ogłosił się kolejnym cesarzem Han. Sun Quan początkowo uznał roszczenia Cao Pi do tronu i w 221 przyjął od niego tytuł króla (wang) Wu, jednak ostatecznie w 229 proklamował się cesarzem Wu. Tym samym Chiny stały się polem rywalizacji pomiędzy trzema państwami pretendującymi do władzy nad całym krajem.

### Wei

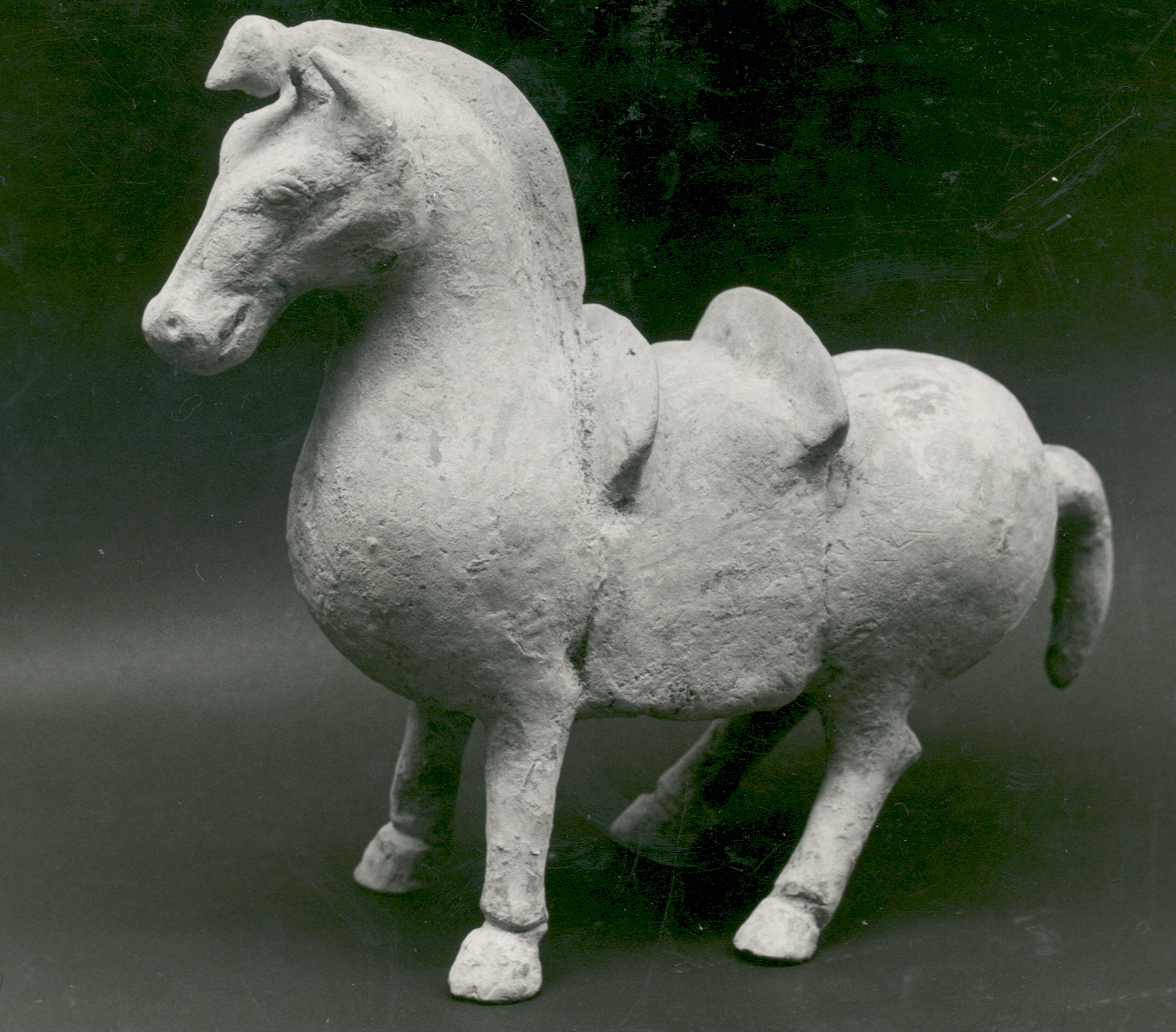
Gliniana figurka konia ze śladami utraconej polichromii z państwa Wei. Auckland War Memorial Museum

Od początku Wei było najpotężniejszym z trzech państw, ponieważ to na Północy mieszkała większość ówczesnych Chińczyków, jednak pomimo to przez długi czas nie było ono w stanie pokonać współdziałających ze sobą Wu i Shu, które panowały nad rzeką Jangcy. Cao Pi rozpoczął swoje panowanie od podjęcia szeregu kroków mających zabezpieczyć pozycję cesarza, oddalając swoich krewnych ze stolicy i uniemożliwiając im dzierżenie urzędów wiążących się z realną władzą. Ponadto wykluczył on cesarzową wdowę ze sprawowania jakiejkolwiek roli w rządzie oraz nakazał by powinowaci cesarza nie mogli sprawować urzędu regenta małoletnich cesarzy. Cao Pi zmarł w 226 i władzę po nim przejął jego syn Cao Rui (226-239). Rok później generał Sima Yi poprowadził atak przeciwko Shu, zakończył się on jednak niepowodzeniem. W 239 Cao Rui zmarł i pozostawił po sobie jako następcę siedmioletniego adoptowanego syna, Cao Fanga (239-254), z Cao Shuangiem i Sima Yi jako współregentami. W 249 Sima Yi zabił Cao Shuanga, urządzając rzeź jego krewnych i zwolenników, tak że w rezultacie "klan Sima sprawował teraz pełnię władzy w Wei". 
W 251 Sima Yi zmarł i faktyczne rządy w Wei przejął jego syn Sima Shi. W 252 zaatakował on Wu, jednak poniósł porażkę, po czym natknąwszy się na opozycję rodu Cao po tym militarnym niepowodzeniu w 254 zdjął z tronu Cao Fanga i zastąpił go jego trzynastoletnim kuzynem, Cao Mao (254-260). W 260 Cao Mao próbował pozbyć się kolejnego przywódcy rodu Sima, Sima Zhao, jednak zginął w trakcie rebelii. Po jego śmierci Sima Zhao ustanowił cesarzem Cao Huana (260-265). W 263 siły Wei pokonały armię Shu pod wodzą Jiang Weia i rozpoczęły marsz na Chengdu. Po burzliwej debacie na dworze cesarz Shu Liu Shan (223-263) poddał się Wei. W 265 Sima Zhao zmarł, zaś na początku 266 jego syn, Sima Yan (266-290), przeprowadził abdykację Cao Huana i ogłosił się cesarzem nowej dynastii Jin. W ten sposób państwo Wei przestało istnieć.
Spośród ważniejszych instytucji zapoczątkowanych przez Wei należy wymienić rolnicze garnizony (tuntian) oraz system Dziewięciu Rang (jiupin), oba ustanowione przez Cao Cao. W rolniczych garnizonach pobierano od rolników daniny bezpośrednio w postaci części plonów, co korespondowało z generalnym upadkiem gospodarki pieniężnej po upadku cesarstwa Han. System dziewięciu rang miał zapobiegać korupcji i nepotyzmowi przy przydzielaniu urzędów, zastępując powszechny w czasach Han proceder rekomendowania urzędników przez lokalne elity procesem ich oceniania przez państwo. W rzeczywistości zmienił on niewiele w praktyce administracji, ale tak samo jak instytucję rolniczych garnizonów miało go przejąć i modyfikować wiele następnych dynastii.
Zarówno Cao Cao jak i jego dwaj synowie, Cao Pi i Cao Zhi, byli utalentowanymi poetami i dwór Wei był ważnym ośrodkiem literackiej aktywności. Wśród jego członków byli także prominentni uczeni tego okresu, wśród których narodziła się nowa szkoła filozoficzna, nazywana współcześnie neotaoizmem. Neotaizm jest również często kojarzony z nurtem "czystej konwersacji" (Qingtan) i grupą znaną w późniejszej tradycji jako Siedmiu Mędrców z Bambusowego Gaju. Na dworze Cao Cao miał także praktykować słynny medyk Hua Tuo. Pod względem religijnym w Chinach rozwijał się wówczas popularny taoizm, mający swoje korzenie w ruchach powstałych jeszcze w niespokojnych, ostatnich latach panowania Hanów, takich jak Pięć Miar Ryżu, którego przywódca Zhang Lu poddał się Cao Cao w 215. Przesiedleni na terytorium Wei członkowie tej wspólnoty stopniowo wzmacniali swoje wpływy na Północy. Rozprzestrzeniał się także buddyzm, z ośrodkiem translatorskim w Luoyangu. W 260 mnich Zhu Shixing opuścił Luoyang i udał się na Zachód, by ostatecznie osiąść w Yutian (dzis. Hotan), gdzie przetłumaczył część sutry Pañcaviṃśatisāhasrikā-prajñāpāramitā. Jest on uważany za pierwszego chińskiego mnicha, który udał się na Zachód.

### Shu
Shu (nazywane także Shu Han, ponieważ pretendowało do bycia po prostu kontynuacją cesarstwa Han), było najmniejszym z Trzech Królestw, jednak zajmowało żyzny i pełen bogactw naturalnych teren. W 222 Liu Bei zaatakował Sun Quana, szukając zemsty za śmierć Guan Yu i chcąc odzyskać zachodnią część prowincji Jing, został jednak pokonany i zmuszony do odwrotu. W następnym roku zmarł i rządy po nim przejął jego szesnastoletni syn, Liu Shan (223-263), który natychmiast zawarł pokój z Wu. Liu Shan nie interesował się sprawami państwa i faktyczne rządy sprawował regent Zhuge Liang. Po nieudanym ataku Wei w 227 Zhuge Liang przedsięwziął własną ofensywę w regionie Hanzhong, która jednak nie przyniosła istotnych nabytków terytorialnych. Zhuge Liang kontynuował wojnę przeciwko Wei, z ograniczonym powodzeniem, aż do swojej śmierci w 234. Przez następne 18 lat Shu rządzili głównodowodzący armii Jiang Wan, kierownik cesarskiego Sekretariatu Fei Yi i dowódca gwardii Dong Yun. Śmierć Jiang Wana i Dong Yuna w 246 doprowadziła do wyniesienia Jiang Weia, który w 249 rozpoczął serię kampanii przeciwko Wei. W 253 Jiang Wei zamordował Fei Yi. Jakiś czas później dwór przeszedł pod kontrolę eunucha Huang Hao i formalnie jedynie niższego urzędnika, Chen Zhi, podczas gdy w 256 Jiang Wei został głównodowodzącym armii. W latach 253 - 258 Jiang Wei przedsięwziął pięć nieudanych kampanii przeciwko Wei. W 258 zlikwidował on posterunki na górskich przełęczach z Hanzhong i w 262 armia Wei dokonała inwazji, by rok później zakończyć istnienie Shu.
Za panowania Liu Beia większość wyższych urzędów w Shu sprawowali związani z nim przybysze z zewnątrz, co wywołało znaczny resentyment miejscowych elit. Sytuacja zmieniła się za regencji Zhuge Lianga, który zaczął masowo rekrutować miejscowych uczonych i arystokrację zarówno na stanowiska w administracji, jak i armii. Liu Bei przyciągnął do siebie liczną grupę uczonych, z których część praktykowała neotaoizm, podczas gdy inna grupa reprezentowała regionalną tradycję Syczuanu. Pomimo ich pierwotnych nadziei, ludzie ci nie uzyskali żadnych wyższych stanowisk w państwie Shu. Południowy region Nanzhong był pełen lasów i zamieszkiwała go znaczna liczba tubylczych plemion, które Zhuge Liang spacyfikował w trakcie kampanii w 225. Po tym wydarzeniu chociaż lokalni wodzowie utrzymali faktyczną kontrolę nad regionem, to zostali jednocześnie włączeni w ramy państwa Shu, dostarczając mu bitnych wojowników, zaś w zamian otrzymując chińskie tytuły i inne formy gratyfikacji.

### Wu

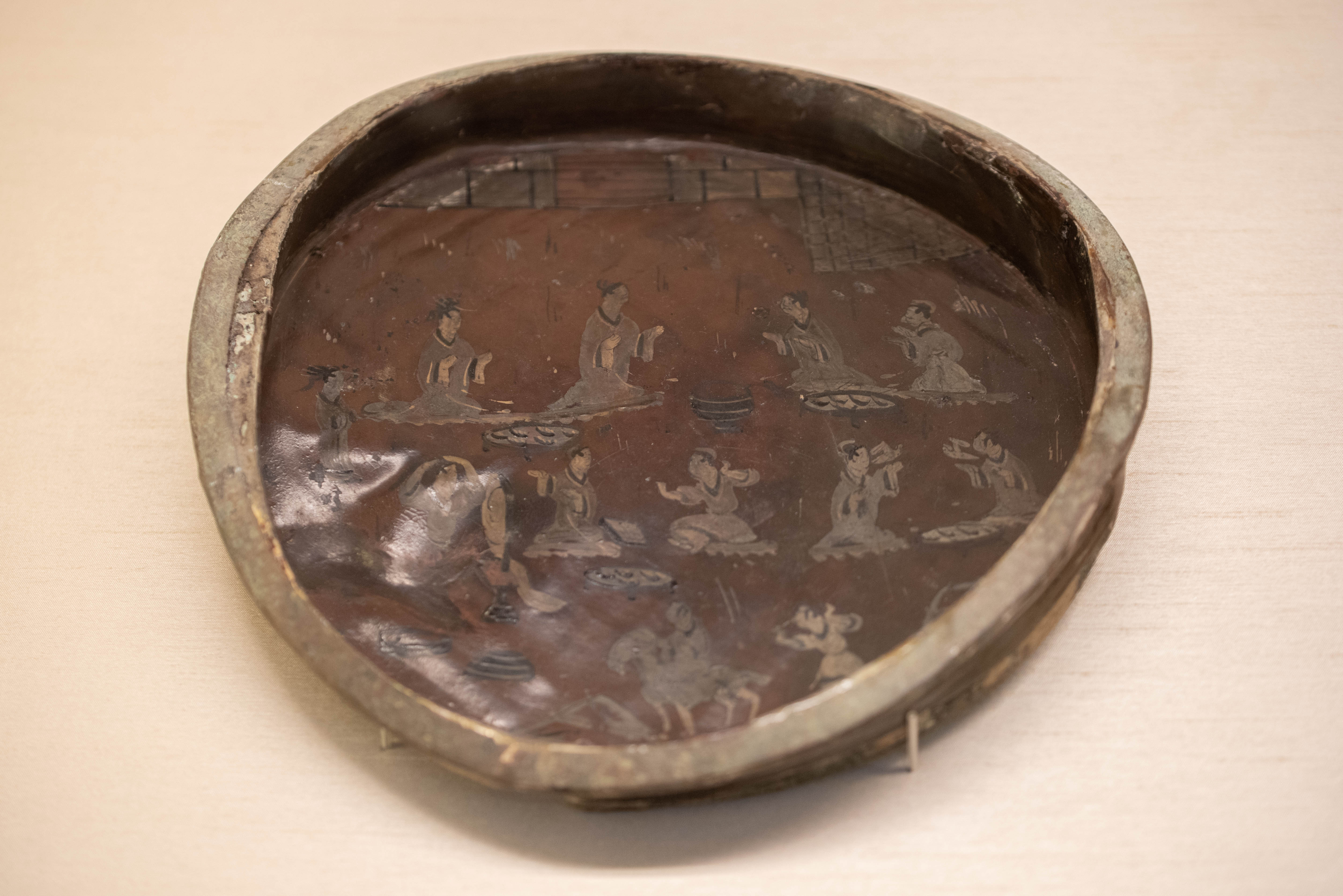
Talerz z laki z grobowca generała Zhu Rana z państwa Wu

Podczas gdy Wei legitymizowało swoją władzę na podstawie akceptacji abdykacji ostatniego cesarza dynastii Han, zaś Shu uważało się za kontynuację dawnego cesarstwa na podstawie pokrewieństwa rodu panującego z rodem cesarskim, Sun Quan uzasadniał swój cesarski tytuł tym, że Cao są niegodnymi Mandatu Niebios uzurpatorami, zaś czas rządów rodu Liu już minął. Długie panowanie Sun Quana zapewniło Wu stabilizację, jednak natychmiast po jego śmierci wybuchł konflikt o sukcesję. Pierwotny następca tronu Sun Quana zmarł jeszcze w trakcie jego życia, a drugi w międzyczasie został przez niego pozbawiony prawa do tronu, tak że ostatecznie władzę odziedziczył ośmioletni Sun Liang (252-258). Po kilku latach został on obalony przez spisek regentów i swoich krewnych, którzy w 258 ustanowili cesarzem Sun Xiu (258-264). Chociaż udało mu się usamodzielnić, jego panowanie było krótkie i nieznaczące. W 264 jego następcą został jego bratanek Sun Hao (264-280), któremu jednak nie udało się odbudować autorytetu, jakim władza cesarska cieszyła się za Sun Quana. W 268 Wu zaatakowało Jin w Xiangyangu, jednak ofensywa nie przyniosła żadnych istotnych korzyści. Pod koniec 279 siły Jin zaatakowały Wu z dwóch kierunków - armią lądowa wyruszyła z północy, podczas gdy flota pożeglowała w dół biegu Jangcy, wykorzystując fakt iż górny bieg rzeki znalazł się pod kontrolą Jin po podboju Shu w 263. W 280 siły Jin zaatakowały stolicę Wu, Jianye (dzis. Nankin) i Sun Hao skapitulował. Był to koniec historii państwa Wu
Dwór Wu nie był w stanie zbudować scentralizowanej administracji i model cesarskiej biurokracji z czasów Han został porzucony, podczas gdy państwo skoncentrowało się na utrzymaniu militarnej organizacji zapewniającej obronę granic przed Shu i Wei oraz ekspansji na południe. Lokalne rody rządziły wioskami i komanderiami, formalnie przyjmując stanowiska z rąk cesarza, a w istocie jedynie odbierając uznanie władzy, którą i tak sprawowały. Lokalna ekonomia funkcjonowała w oparciu o barter i dostarczała państwu minimalnych wpływów podatkowych. To co najbardziej wyróżniało administrację Wu to ekspansja na południe, tj. kolonizacja i podbój tubylczych plemion, których członkowie byli rejestrowani jako nowi poddani cesarstwa. W rezultacie liczba powiatów pod rządami Wu w trakcie jego historii wzrosła dwukrotnie, ze 160 do 322, i to nowe terytorium pozwoliło przetrwać dynastii Jin na Południu po upadku jej władzy na Północy w 316. W III wieku region dolnej Jangcy był siedzibą prężnej buddyjskiej wspólnoty i Sun Quan patronował takim postaciom jak tłumacz Zhi Qian i mnich Kang Senghui.

## Dziedzictwo
Chociaż epoka Trzech Królestw trwała zaledwie kilkadziesiąt lat, paradoksalnie, stanowi ona okres dziejów prawdopodobnie najlepiej znany samym Chińczykom, gdyż stała się przedmiotem słynnych Opowieści o Trzech Królestwach, gdzie powieściowa fikcja często jednak rozmija się z historyczną rzeczywistością. Powieść doczekała się licznych adaptacji literackich, filmowych, a także na gry komputerowe (m.in. Fate of the Dragon), także w Japonii i Korei Płd. Ulubione sceny tej powieści to m.in. przysięga w Brzoskwiniowym Sadzie oraz bitwa pod Czerwonymi Klifami. Tę sfilmował w 2008 roku chiński reżyser John Woo. Powstały także gry o tytułach „Dynasty Warriors”, „Dragon Throne” oraz Total War: Three Kingdoms, które obrazują przebieg wojny. Ukazało się także japońskie anime pt. Ikki-tōsen, nawiązujące postaciami do tej epoki.